# Trefiladora

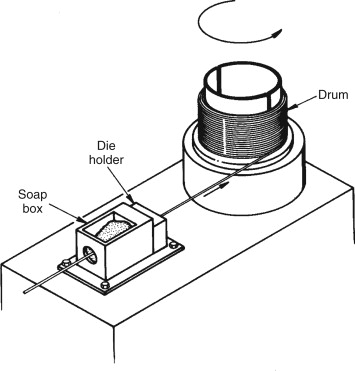
Trefiladora con lubricación por inmersión

La trefiladora es una máquina utilizada para elaborar alambres. En este proceso llamado trefilado se hace pasar el alambre a través de las hileras, para disminuir su sección. 

## Historia

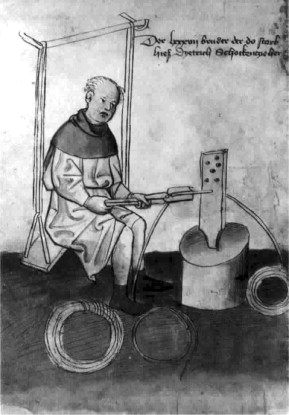
Monje reduciendo la sección de un cable.

La obtención de hilos de metal con pequeñas secciones y gran longitud tiene un origen muy antiguo, aunque se debe de distinguir entre la elaboración de alambre y el trefilado. Los egipcios fabricaban adornos para los faraones mediante la incorporación de hilos de oro en el año 3000 a. de C., aunque la técnica de desarrollo fue probablemente anterior a esta época. 
En la Edad Media, el monje Teófilo Presbítero escribió sobre ello en torno a 1125, y las prácticas comerciales estaban surgiendo. Antes del siglo XIX, la producción de alambre fue motivada por las exigencias de las artes decorativas, las militares, y la industria textil. La "revolución industrial" se inició a finales del siglo XVIII y el siglo XIX incluyeron grandes mejoras en la tecnología de cable, sobre todo en lo que respecta a la productividad. 
En el siglo XX la producción de cable avanzó incluyendo procedimientos tales como la línea de recocido, el tratamiento térmico, y sofisticados sistemas de manejo de hilos que permitían altas velocidades de giro, múltiples sistemas de trefilado de cada tira, y una variedad de procesos de automatización y control de las innovaciones. La ingeniería de sistemas de trefilado se vio muy favorecido por una serie de resultados prácticos en la investigación y el análisis teórico. Sin embargo, los avances más significativos del siglo XX han sido en el área de materiales de la matriz. Mejorando los ratios de rendimiento / costo de los troqueles activados por el desarrollo de carburo cementado y diamantes sintéticos.

## Componentes de una trefiladora
La trefiladora se compone principalmente de una matriz colocada en un troquel, la cual variará la sección del acero a su paso por ella, debido a su forma, con una sección de entrada menor que la de salida; un sistema de aplicación de lubricante al cable antes de que entre el troquel (para facilitar el paso del acero y reducir el calentamiento por fricción), un sistema de afilado del cable inicial (facilita el paso del cable por la matriz en el comienzo de la operación para ser sujetado y traccionado), una mordaza para sujetar el cable al sistema de tracción, un sistema de tracción y almacenado. 
Estos dos últimos pueden ser un único sistema mediante bobinas o encontrarse por separado, estando compuesto el de tracción por una cadena unida a un pistón oscilante que lo activa. Otros dos elementos importantes son el sistema de soldadura que une el comienzo de un cable al final del anterior, consiguiendo así un proceso de trefilado continuo.
La aplicación de lubricante puede ser por una caja con jabón con polvo lubricante, por la que al pasar el cable se impregna de lubricante, esto se realizarán antes de la entrada por la matriz. Otra opción es la aplicación de lubricante líquido que fluirá directamente a la entrada del troquel o directamente lo sumergirá.
Para disminuir la fricción debida a un cambio brusco de sección se emplean matrices sucesivas o en tándem.

## Clasificación de las trefiladoras
Las trefiladoras se pueden clasificar como bancos , bloques y máquinas de múltiples matrices. Dentro de esta clasificación podemos encontrar innumerables y sutiles variaciones, aunque solo explicaremos estos tres tipos generales.

## Bancos
Mientras que el término "banco" se ha aplicado a una gran variedad de conjuntos de procesamiento de alambre, vamos considerar como bancos de trefilado al que implica la simple tracción de tramos rectos, donde, en los casos más simples, se limita a la longitud alcanzable por la longitud de la banqueta . Hay que señalar, sin embargo, que se han desarrollado máquinas del tipo banco continuo, tales como sistemas de aplicación de la técnica de tracción una "mano sobre mano". En cualquier caso, la trefiladora de banco simple no implican generalmente el bobinado de la pieza de trabajo elaborado, aunque existen bancos continuos, a menudo en tándem con enderezado y máquinas de corte.
Están especialmente indicados para piezas poco robustas o no enrollables. También son útiles para ciertas pruebas de laboratorio o estudios de desarrollo y para los tramos cortos de artículos de la especialidad. Las velocidades de la trefiladora de banco por lo general no son superiores a 100 m / min.

## Bloques

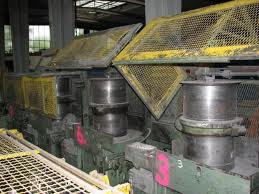
Trefiladora múltiple.

La trefiladora de bloques está especialmente indicada para barras o varillas suficientemente robustas o de diámetro suficiente para permitir el bobinado. El bloque incluye un cabrestante que está unido a la varilla. Los bloques giran tirando del cabestrante que a su vez hace pasar la barra a través de la matriz y la enrolla. La barra da varias vueltas a través del cabrestante de la trefiladora antes de entrar en la matriz siguiente, la cual es de menor tamaño. Los ejes de arrastre transmiten la fuerza de tracción a la varilla por medio del contacto de fricción de la varilla que envuelve la superficie del cabrestante con la misma. Las velocidades de giro de las trefiladoras de bloques suelen oscilar en el intervalo de 100 a 200 m / min.
Fórmula de velocidad de trefilado:
v = π D ω
donde D es el diámetro del bloque y ω es la velocidad de bloque en revoluciones por unidad de tiempo. 

## Múltiples máquinas de troquel

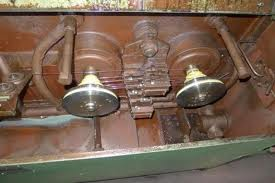
Trefiladora de troquel.

Las múltiples máquinas de troquel son prácticas y necesarias para la productividad comercial, debido a la alta velocidad y a que la varilla o alambre disminuye su diámetro. Estos pueden ser de la variedad cabrestante múltiple, en tándem o puede implicar un único y múltiple de diámetro cabrestante de la variedad "cono escalonado". El cono escalonado tiene una velocidad angular constante (o revoluciones por unidad de tiempo) que genera una velocidad diferente en cada diámetro de cabrestante de tracción. 
Es fundamental que la velocidad aumente a medida que el alambre se alarga y se reduce su diámetro en el troquel de aguas arriba. Esto se comprende fácilmente, ya que sabemos que el volumen global del alambre (igual a la longitud multiplicada por el área transversal) se mantiene constante durante su elaboración. Sobre esta base, el producto de la velocidad de dibujo y la zona de alambre de sección transversal permanece constante.
En el caso de la polea de múltiple diámetro, los diámetros escalonados proporcionan una serie de velocidades de giro en consonancia con el aumento de la velocidad necesaria, ya que el alambre se reduce en sección transversal durante el paso por varios troqueles; es decir, el alambre se estira a través de la primera matriz por el diámetro más pequeño en el cabrestante, pasa a través del segundo troquel, traccionándolo a través del diámetro más pequeño de segundo cabrestante, y así sucesivamente. Las velocidades de giro respectivos, v 1 , v 2 , v 3 ..., se puede calcular de la ecuación de tracción para los diámetros respectivos de cono escalonado, D 1 , D 2 , D 3 ... con el valor de ω constante.
Con cabrestantes separados, las velocidades de trefilado se pueden lograr en gran medida por el paso progresivo por los cabrestantes de velocidades angulares más altas(valores de ω). Todos los cabrestantes puede ser impulsados por una única fuente de alimentación o forma individual. La velocidad angular puede ser programada y controlada de modo que la velocidad superficial del cabrestante es esencialmente la misma que la velocidad de trefilado prevista para que el alambre no se deslice sobre el mismo (no hay máquinas de deslizamiento). Alternativamente, los cabrestantes pueden ser conducidos más rápidamente para que el alambre se deslice sobre el cabrestante diseñado (máquinas de deslizamiento). Aparte de esto, la velocidad del hilo puede ser controlado por la variable de "almacenamiento" de alambre entre las pasadas de los sistemas dinámicos acumulando.
El diseño y operación de múltiples máquinas de troquel varían significativamente de materiales ferrosos a no ferrosos. Con el trefilado de hierro convencional las velocidades de giro pueden alcanzar los 600 m/min y con no ferrosos las velocidades de hasta 2000 m/min son comunes. Sin embargo en las modernas máquinas de trefilado aparecen varias veces las velocidades de estos niveles. La principal limitación es que las velocidades de giro en el proceso de trefilado no encuentra la relación necesaria entre rentabilidad, manejo y recogida de alambre. La frecuencia de rotura del alambre está cada vez más considerada en la alta velocidad, ya que la producción puede perderse mientras rediseñan la máquina.
Algunos sistemas de máquinas de trefilado modernas también incluyen el trazado de varios cables o muchos a la vez en paralelo. Con una velocidad de giro de alta y decenas de líneas paralelas, la productividad de estas máquinas pueden ser enormes. Los principios básicos de las operaciones de dibujo individuales siguen siendo los mismos. Debemos de tener en cuenta la cadena tiempo de preparación, la cantidad de pérdida de producción debido a la rotura del alambre, la frecuencia de rotura de tales, el costo y el mantenimiento alimentador auxiliar de alambre.

## Otros procesos en línea
El trefilado a menudo se realiza directamente en línea con otras operaciones. Estos pueden incluir afilado (mecanizado circunferencial de la superficie del vástago exterior), descalcificación, decapado (eliminación química del óxido de la superficie), la limpieza y la aplicación de recubrimientos y lubricantes antes de trefilado inicial. Recocido y otros procesos térmicos pueden llevarse a cabo conjuntamente con el trefilado. Otros procesos en línea incluyen numerosos tipos de aplicaciones como aislamiento eléctrico, enderezar, cortar y soldar. Finalmente, algunos sistemas de trefilado llegan continuamente a moldeadores de alambre(para elementos de sujeción, muelles, etc.)